# Pont des Alliés
Le pont des Alliés est un pont de la commune française de Thionville, dans le département de la Moselle.

## Histoire

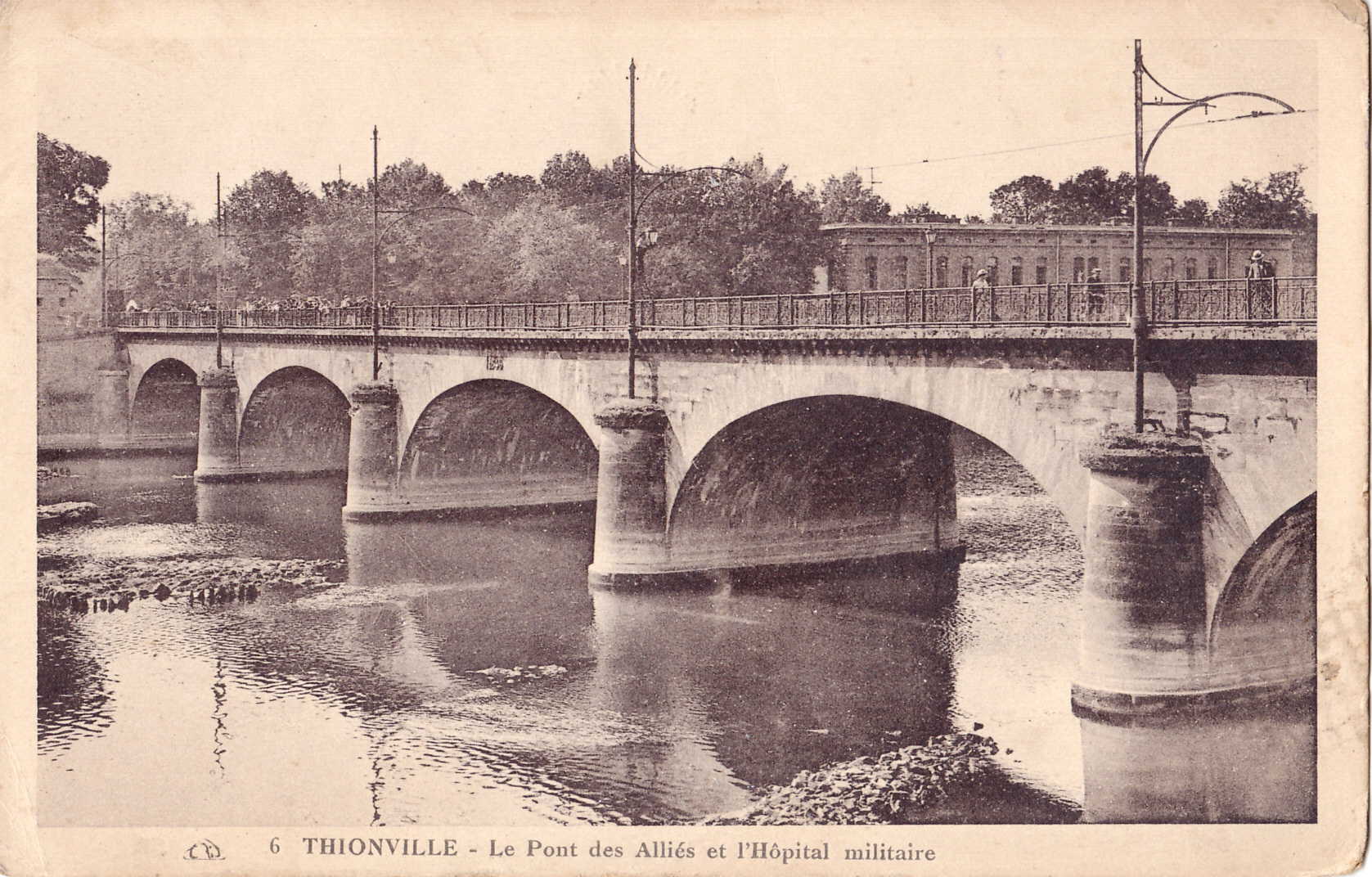
Le pont dans les années 1920.